# جان لوئیس امیل درایر
جان لوئیس امیل درایر یا یوهان لودویگ امیل درایر (انگلیسی: John Louis Emil Dreyer; ۱۳ فوریهٔ ۱۸۵۲ – ۱۴ سپتامبر ۱۹۲۶) اخترشناس و زندگی‌نامه‌نویس اهل دانمارک بود که بیشتر دوران شغلی خود را در ایرلند گذراند و آخرین دههٔ کاری خود را در آکسفورد انگلستان طی کرد.
او برندهٔ جوایزی همچون مدال طلائی انجمن سلطنتی اختر شناسان شده‌است.

## زندگی
درایر در کپنهاگ به دنیا آمد. پدرش، ژنرال جان کریستوفر درایر وزیر جنگ و نیروی دریایی دانمارک بود. هنگامی که او ۱۴ ساله بود که به اخترشناسی علاقه‌مند شد و به‌طور مرتب از هانس شلروپ در رصدخانه کپنهاگ بازدید می‌کرد. او در کپنهاگ تحصیل کرد و در سال ۱۸۷۲ مدرک کارشناسی ارشد گرفت. همان دانشگاه بعداً در سال ۱۸۷۴ به او مدرک دکترا اعطا کرد.[۶] اما در سال ۱۸۷۴ در سن ۲۲ سالگی به پارسونتاون ایرلند رفت. او در آنجا به عنوان دستیار لرد راس (پسر و جانشین لرد راس که تلسکوپ لویاتان پارسونتاون را ساخت) کار کرد. در سال ۱۸۷۸ او به دانسینک، محل رصدخانه کالج ترینیتی دانشگاه دوبلین نقل مکان کرد تا برای رابرت استاول بال کار کند. در سال ۱۸۸۲ او دوباره نقل مکان کرد، این بار به رصدخانه ارماغ، جایی که تا زمان بازنشستگی در سال ۱۹۱۶ به عنوان مدیر خدمت کرد. در سال ۱۸۸۵ شهروند بریتانیا شد. در سال ۱۹۱۶ او و همسرش کیت به آکسفورد نقل مکان کردند، جایی که درایر روی ویرایش آثار تیکو براهه کار کرد.
او در سال ۱۹۱۶ برنده مدال طلای انجمن سلطنتی اخترشناسان شد و از سال ۱۹۲۳ تا ۱۹۲۵ به عنوان رئیس انجمن خدمت کرد. او در ۱۴ سپتامبر ۱۹۲۶ در آکسفورد درگذشت، جایی که در گورستان ولورکوت به خاک سپرده شد.
دهانه‌ای در سمت دور ماه به نام او نامگذاری شده‌است.